# Флуоксетин
Флуоксетин (лат. Fluoxetinum, англ. Fluoxetine) — синтетичний антидепресант, що належить до групи селективних інгібіторів зворотного захоплення серотоніну. Його використовують для лікування великого депресивного розладу, обсесивно-компульсивного розладу, нервової булімії та передменструального дисфоричного розладу. Він може підвищувати ризик самогубства у людей, старших за 65 років. Раніше його також використовували для лікування передчасної еякуляції. За хімічним складом є похідним пропіламіну, застосовується перорально.
Флуоксетин було вперше синтезовано в лабораторії американської компанії «Eli Lilly» у 1972 році, а першу публікацію про новий препарат датовано 1974 роком. Для клінічного використання флуоксетин уперше схвалений у Бельгії, а в США препарат уперше схвалений у грудні 1987 року під торговою назвою «Прозак».

## Фармакологічні властивості
Флуоксетин — лікарський засіб, що належить до групи селективних інгібіторів зворотного захоплення серотоніну. Механізм дії препарату полягає у вибірковому інгібуванні зворотнього нейронального захоплення серотоніну в синапсах центральної нервової системиу, що спричинює накопичення нейромедіатора в синаптичній щілині, та подовженню його дії на постсинаптичні рецепторні ділянки. Це призводить до інгібування обігу серотоніну в організмі, подальшим наслідком чого є купування депресивних станів. Флуоксетин має як тимоаналептичну, так і стимулюючу дію. Флуоксетин практично не діє на зворотне захоплення норадреналіну і дофаміну, а також практично не має м-холінолітичної дії та седативного ефекту. Застосування флуоксетину призводить до покращення настрою, зменшення страху та напруги, щоправда, в початковій стадії застосування він може спричинювати безсоння та актуалізацію тривоги. Флуоксетин застосовується при депресіях різного походження, а також при нав'язливо-маніакальних станах, у тому числі при стійкості до дії інших антидепресантів. Також флуоксетин застосовується при булімії, схильності до прийому їжі вночі, нічному апное та для лікування ожиріння у хворих із депресією, коли для лікування таких хворих є необхідний одночасно й антидепресант, і препарат для зниження маси тіла. Проте під час застосування флуоксетину часто спостерігаються побічні ефекти, найсерйознішим із яких є посилення схильності до самогубства. Менш серйозним побічними явищами при застосуванні препарату, хоча й більш поширеними, є нудота, безсоння та головний біль.

### Фармакокінетика
Флуоксетин добре, але повільно всмоктується після перорального застосування, біодоступність препарату становить 60—80 %. Максимальна концентація флуоксетину в крові досягається протягом 6—8 годин після прийому препарату. Препарат добре (на 94 %) зв'язується з білками плазми крові. Флуоксетин добре проникає через гематоенцефалічний бар'єр, через плацентарний бар'єр, та виділяється в грудне молоко. Метаболізується препарат у печінці з утворенням активного метаболіту норфлуоксетину. Виводиться флуоксетин з організму переважно із сечею (на 80 %) у вигляді метаболітів, частково (на 15 %) препарат виводиться з калом. Період напіввиведення флуоксетину становить 2—3 доби, а його активного метаболіту 7—9 діб, при порушеннях функції нирок цей час може збільшуватися.

## Показання
Флуоксетин застосовують при депресіях різного походження, а також при нав'язливо-маніакальних станах, обсесивно-компульсивних розладах та булімії.

## Побічна дія
Хоча початково флуоксетин позиціонувався як препарат, при застосуванні якого спостерігається незначна кількість побічних ефектів, проте пізніше встановлено, що при його застосуванні часто спостерігаються серйозні побічні явища. Зокрема, найсерйознішим із цих побічних явищ є посилення схильності до самогубства, що вказано FDA в інструкції по застосуванню препарату як обрамлене застереження. Іншими поширеними побічними явищами при застосуванні препарату є нудота, безсоння, головний біль, сонливість, блювання, втрата апетиту, зниження лібідо. Іншими побічними ефектами препарату є:
- Алергічні реакції — шкірний висип, свербіж шкіри, кропив'янка, набряк Квінке, синдром Лаєлла, синдром Стівенса-Джонсона, анафілактичний шок, сироваткова хвороба, фотодерматоз, еритема шкіри, підвищена пітливість.
- З боку травної системи — діарея, дисфагія, гепатит, сухість у роті, біль у стравоході, кровотеча з ясен, шлунково-кишкова кровотеча, ректальна кровотеча, блювання кров'ю.
- З боку нервової системи — підвищена тривожність, тремор, неспокій, запаморочення, порушення смаку, маніакальні та гіпоманіакальні стани, агресивність, порушення концентрації уваги, сплутаність свідомості, галюцинації, патологічні сновидіння і нічні марення, деперсоналізація, серотоніновий синдром, затуманення зору, мідріаз, панічні атаки.
- З боку серцево-судинної системи — тахікардія, подовження інтервалу QT, аритмії, васкуліт, припливи крові, гіпотензія.
- З боку сечостатевої системи — часте сечовипускання, дизурія, затримка сечі, розлади сечовипускання, поліакурія, маткові кровотечі, кровотечі з геніталіїв, еректильна дисфункція, розлади або недостатня еякуляція, гіперпролактинемія, пріапізм, галакторея, зниження потенції.
- Інші побічні ефекти — синдром неадекватної секреції антидіуретичного гормону, болі в суглобах, підвищений ризик переломів кісток, гіпонатріємія, задишка, фарингіт, носова кровотеча, пневмофіброз.

## Протипокази
Флуоксетин протипоказаний при підвищеній чутливості до препарату, одночасному лікуванні інгібіторами моноамінооксидази, важкій печінковій або нирковій недостатності, при наявності в анамнезі у хворого судом або епілепсії, суїцидальних думках, глаукомі, доброякісній гіперплазії передміхурової залози, атонії сечового міхура, у дитячому віці. Препарат не рекомендований для застосування при вагітності та годуванні грудьми.

## Форми випуску
Флуоксетин випускається у вигляді таблеток по 0,01; 0,015; 0,02 і 0,06 г; желатинових капсул по 0,01; 0,02; 0,04 і 0,09 г; розчину для перорального застосування із вмістом 20 мг флуоксетину в 5 мл розчину. Флуоксетин випускається також у вигляді комбінованих препаратів із оланзапіном.

## Застосування для лікування інших хвороб
Препарат флуоксетин був застосований для боротьби з сепсисом. Таке дослідження було проведено на мишах, в результаті якого кількість смертей від сепсису зменшилась через регуляцію імунної відповіді та зменшення запалення.